# Virngrund

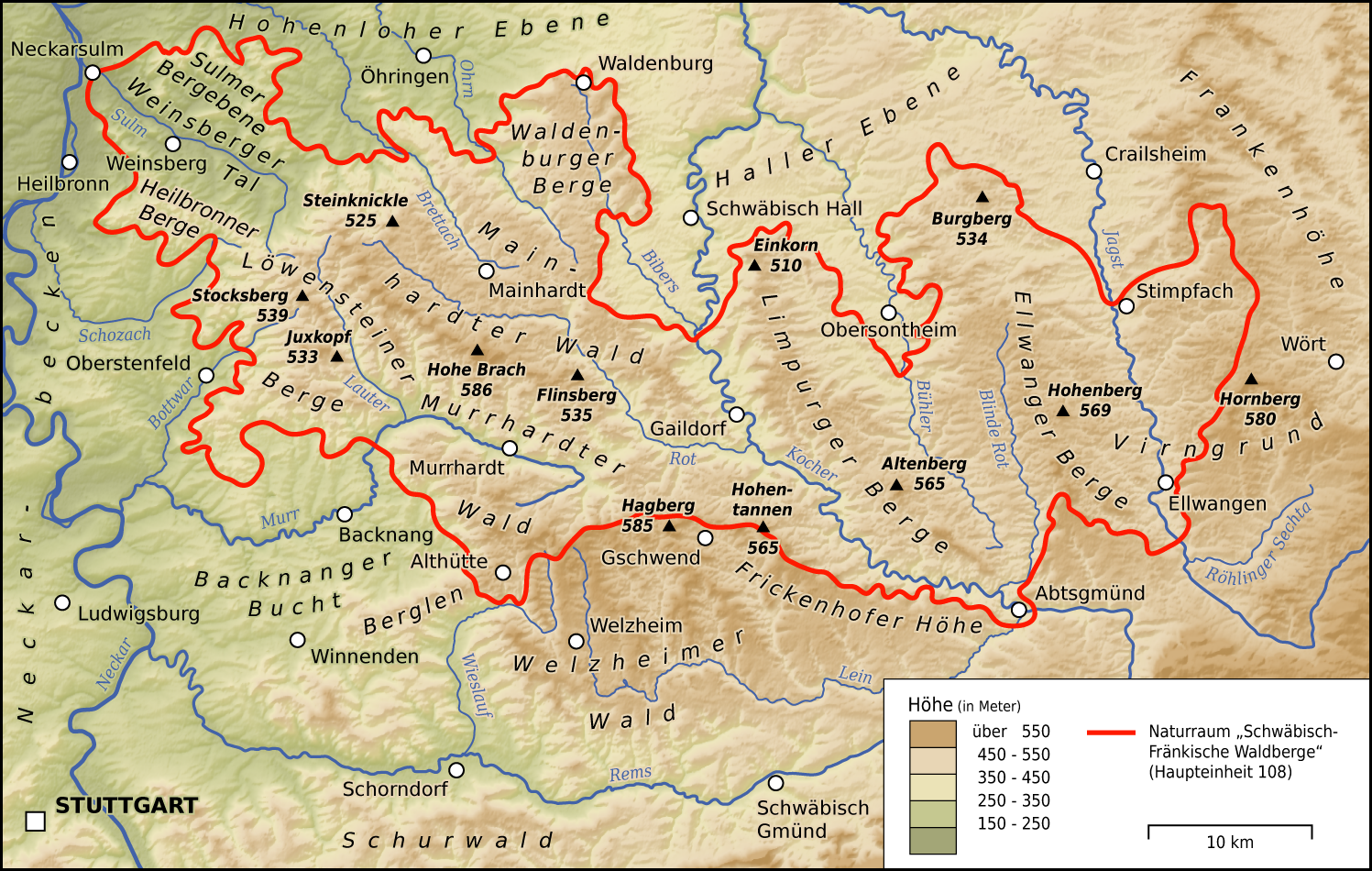
Der Virngrund im Osten und etwas östlich außerhalb des Naturraums Schwäbisch-Fränkische Waldberge

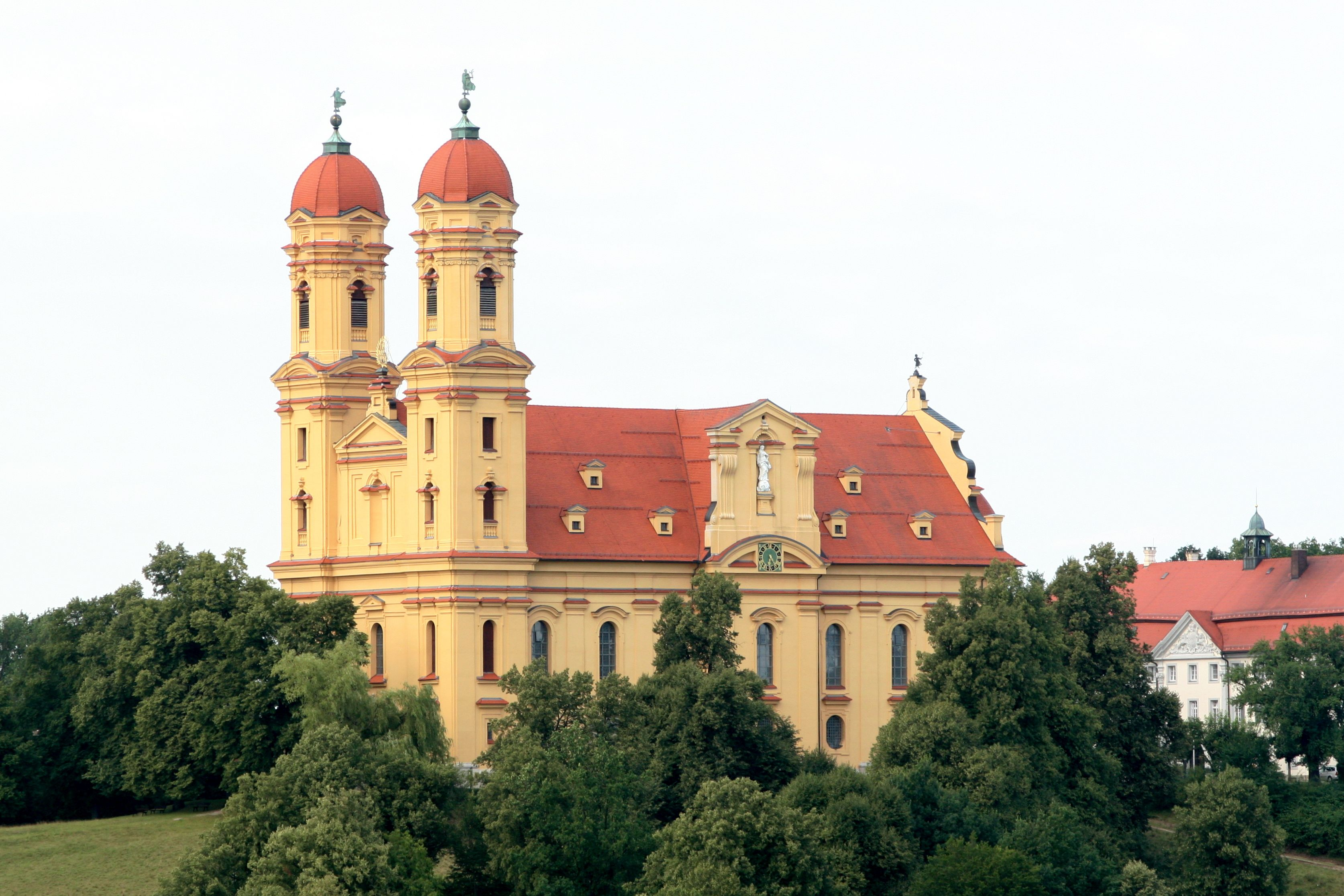
Schönenbergkirche am südlichen Rand des Virngrunds

Der Virngrund (auch Firngrund genannt) ist eine vielerorts bewaldete, bis 580 m ü. NHN hohe historische Landschaft in den heutigen Landkreisen Ostalb und Schwäbisch Hall in Baden-Württemberg.

## Namensursprung
Der Name Virngrund leitet sich vermutlich vom althochdeutschen fergunna her, was so viel wie „Gebirge“ bedeutet. Im frühen Mittelalter wurde die Bezeichnung Virngrund auch für einen großen Teil des Gebiets im Bereich der Flusstäler von Jagst, Wörnitz, Altmühl und Fränkischer Rezat verwendet. Ein Diplom Karls des Großen für Ansbach vom 29. März 786 bezeichnet dieses Gebiet als Vircunnia (infra walto qui vocatur Vircunnia). Eine nördlich von Ansbach gelegene Burg trägt den Namen Virnsberg.

## Geographie

### Lage

#### Historische Landschaft
Der Virngrund liegt zwischen den württembergischen Städten Crailsheim im Norden und Ellwangen im Süden sowie jeweils südlich der Frankenhöhe und der Crailsheimer Hardt. Er erstreckt sich etwa von Bühlertann und Bühlerzell im Westen über die Ellwanger Berge bis nach Wört im Osten. Seine höchste Erhebung ist der 580 m hohe Hornberg. Von Süden nach Norden durchfließt ihn die Jagst. In Nord-Süd-Richtung führen die B 290 und A 7 durch die Landschaft; letztere läuft im Virngrundtunnel durch den Hornberg.

#### Wuchsbezirk
Die südliche Begrenzung des forstlichen Einzelwuchsbezirks 4/25 Virngrund verläuft von der Bühler im Westen über Ellwangen bis zur Landesgrenze zu Bayern im Osten. Im Norden reicht der Wuchsbezirk Virngrund von der Bühler über Stimpfach bis Bayern. Östlich der Jagst umfasst der Wuchsbezirk auch einige Höhenzüge, die sich nach Norden bis Crailsheim erstrecken und nicht zur historischen Landschaft Virngrund gehören. Dazu gehören unter anderem auch das Gebiet Auf den Wäldern zwischen Matzenbach im Süden und Bergbronn im Norden und der Kappelwald östlich von Crailsheim.

### Naturräumliche Zuordnung
Die historische Landschaft Virngrund hat Anteil an den drei naturräumlichen Haupteinheiten Vorland der östlichen Schwäbischen Alb, Schwäbisch-Fränkische Waldberge und Mittelfränkisches Becken: Der Südosten der Landschaft gehört im Vorland der östlichen Schwäbischen Alb (Nr. 102) in der Untereinheit Härtsfeldvorland (102.1) zum Naturraum Pfahlheim-Rattstädter Liasplatten (102.12) und der Westen in den Schwäbisch-Fränkischen Waldbergen (108) in der Untereinheit Ellwanger Berge und Randhöhen (108.7) zum Naturraum Ellwanger Berge (108.70); beide Haupteinheiten zählen zur Haupteinheitengruppe Schwäbisches Keuper-Lias-Land (zu 10). Der Osten der Landschaft gehört in der Haupteinheitengruppe Fränkisches Keuper-Lias-Land (11), in der Haupteinheit Mittelfränkisches Becken (113) und in der Untereinheit Dinkelsbühler und Feuchtwanger Hügelland (113.0) zum Naturraum Dinkelsbühler Hügelland (113.00).

## Geschichte

### Herrschaftsgeschichte
Während der Kelten- und Römerzeit war der Virngrund vermutlich schwach besiedelt; der Limes, die Nordgrenze des Römischen Reichs, verlief nur wenige Kilometer südlich. Erst nach der Gründung des Klosters Ellwangen im Jahre 764 wurden Siedlungen im Virngrund angelegt.
Bereits im 9. Jahrhundert war das Kloster Ellwangen im Besitz des Virngrundwaldes. Kaiser Heinrich II. erklärte den Virngrund in einer Urkunde vom 5. September 1024 zum Bannforst und vergab ihn als Lehen an das Kloster Ellwangen. Die Urkunde ist nicht erhalten, sie wurde aber 1152 durch Barbarossa und 1335 durch Ludwig den Baiern bestätigt. Damals lagen die Grenzen des Virngrunds in etwa auf einer Verbindungslinie der heutigen Orte Hüttlingen, Stödtlen, Wört, Matzenbach, Gerbertshofen, Stimpfach, Bühlertann und Sulzbach.
König Konrad IV. vergab an den Schenken Walter von Limpurg zwischen 1241 und 1251 ein Jagdrecht, das sich auch auf einen Teil des Ellwanger Bannforsts erstreckte. In der Folge konkurrierten das Kloster und die Schenken von Limpurg um den westlichen Teil des Virngrunds. Die Schenken setzten sich langfristig durch und brachten bis 1410 das Gebiet westlich der Blinden Rot, etwa ein Viertel des Virngrunds, in ihren Besitz.

### Siedlungsgeschichte

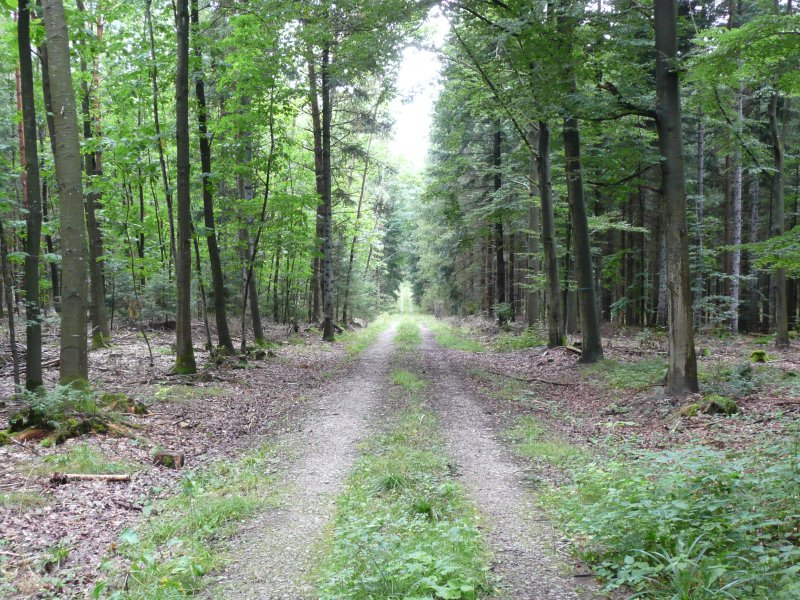
Waldweg im Virngrund

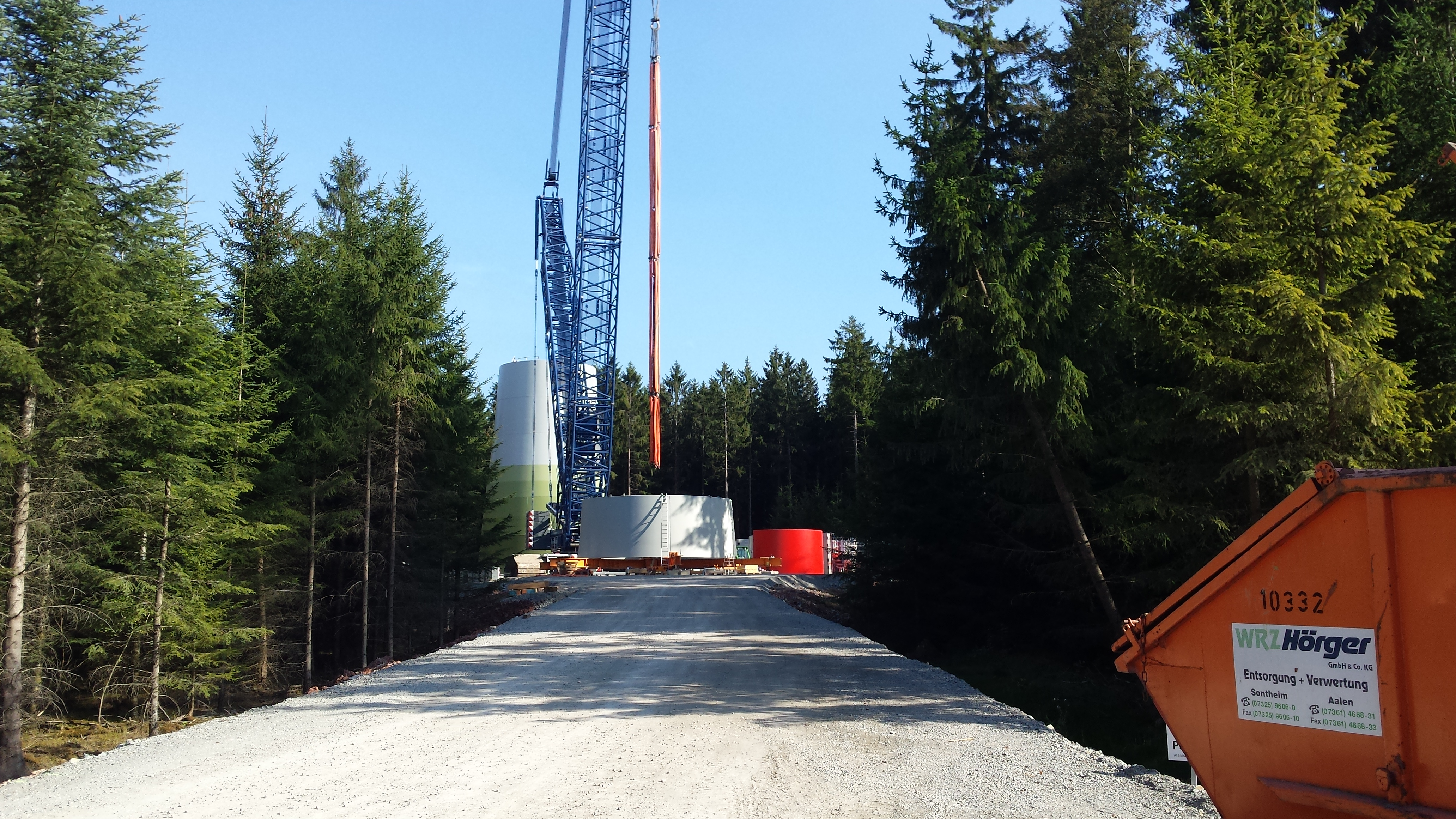
Bau von Windkraftanlagen im Virngrundwald im September 2016

Vom Kloster Ellwangen aus wurden Mönchszellen im Wald gegründet. Aus ihnen entwickelten sich die heutigen Ortschaften Jagstzell, Bühlerzell und Eigenzell. Die Rodungen begannen im 9. Jahrhundert, im 12. und 13. Jahrhundert war der Waldanteil im Virngrund geringer als heute. Nach 1300, vor allem aber zwischen 1400 und 1450, wurden viele der im Virngrund angelegten Kleinsiedlungen wieder verlassen. Im Bezirk Ellwangen sollen 33 von 61 feststellbaren Siedlungen wieder aufgegeben worden sein. Man geht davon aus, dass diese Abfolge von Rodung und Wüstung Tannen, Fichten und Kiefern förderte.

## Waldnutzung
Charakteristisch für den Virngrund ist der hohe Anteil an Nadelhölzern, insbesondere Fichten.
Im Virngrund wurde nachweislich zwischen 1335 und 1859 Harz gewonnen, Hauptabnehmer waren Nürnberger Handwerker. Es wurde nur die Fichte geharzt. Um ihren Bestand zu schonen, wurde der Brennholzbedarf durch Schlagen der Tannen und Laubbäume gedeckt. Das Harzen schwächte die Fichten, über die entstandenen Wunden drang die Rotfäule ein. Es entwickelten sich Fichten-Reinbestände, die anfällig für Windwurf und Borkenkäfer waren. Die Ellwanger Verwaltung versuchte von 1726 an, Harzrechte aufzukaufen und Waldschäden durch Harzordnungen zu verringern.
Die Weidenutzung der Wälder wirkte sich noch schädlicher aus. Die Ziegenweide wurde 1588 verboten, allerdings musste dieses Verbot schon bald gelockert werden. Die Forstverwaltung versuchte seit Anfang des 17. Jahrhunderts, durch Weideordnungen, schlagweises Hauen und Einzäunen die Weideschäden gering zu halten. Sie beging allerdings den Fehler, gerade die nährstoffärmsten Waldstandorte dem Vieh und der Streunutzung zu überlassen. Um Ellwangen ging man nach 1800 zur Stallfütterung über, die Waldweide wurde eingestellt.
Die Sägemühle von Keuerstadt (zwischen Jagstzell und Ellenberg) bestand schon vor 1337 und ist damit die älteste bekannte Säge im Schwäbisch-Fränkischen Wald. Um 1430 gab es im Virngrund sechs Sägemühlen. Ihr frühes Aufkommen im Virngrund geht vermutlich darauf zurück, dass dort früher als anderswo viele Fichten standen.
Aus den Wäldern des Virngrunds wurden große Mengen an Brennholz und Holzkohle an die Glashütte in Rosenberg (etwa ab 1380), den Hochofen in Abtsgmünd (ab 1611), die Eisenwerke in Wasseralfingen (ab 1671) und Königsbronn (ab 1651) sowie die Saline Schwäbisch Hall geliefert.
Nachdem an den Rändern des Virngrundwaldes bereits eine Reihe an Windkraftanlagen errichtet worden sind, werden Teile der Forstgebiete seit 2016 für Windparks genutzt.